# 미나미노시로 신호장
미나미노시로 신호장(일본어: 南能代信号場)은 일본 아키타현 노시로시에 위치한 동일본 여객철도 오우 본선의 신호장이다.

## 구조
기타카나오카역 보다 히가시노시로역 방향으로 약 3.1km에 있는 2개 선의 신호장이다. 
 본선 · 부본선과도 양방향에 출발신호기를 붙인 교착 구조로 되어 있다.

## 역사
- 1965년 10월 1일 : 개업.

## 인접 역
| 동일본 여객철도 오우 본선 | 동일본 여객철도 오우 본선 | 동일본 여객철도 오우 본선  |
| ------------------------- | ------------------------- | -------------------------- |
| 기타카나오카 요코테 방면  | 오우 본선                 | 히가시노시로 아오모리 방면 |